# Пнеуматика
Пнеуматика (према грчком πνευματιϰος (пнеуматикос): је грана технике која се бави коришћењем енергије компримованог (компресованог) ваздуха уз помоћ механичких уређаја. Пнеуматски уређаји се у основи састоје од компресора, цевног развода компримованог ваздуха, пнеуматских извршних делова (актуатора) за остваривање праволинијског (транслаторног) или обртног (ротационог) кретања (пнеуматски мотор), и управљачких делова за управљање овим кретањем. За индустријске сврхе користи се радни притисак компримованог ваздуха од 5 до 7 bar-a (0,5 и 0,7 МPa ). Услед компресије, као и код хлађења, влага се кондензује из ваздуха. Како кондензат не би доспео у управљачки и извршни пнеуматски део, он се одваја уређајима који се називају сушачи ( апсорпциона, адсорпциона и термичка сепарација). Управљање извршним деловима се остварује пнеуматски, коришћењем различитих типова вентила ( разводници, проточни, потисни и запорни вентили) или, све чешће, електронски. С обзиром да је пнеуматски цилиндар најчешћи, до данас је развијено неколико типова извршних делова и њихова примена је многобројна.
Данас је пнеуматика присутна у свим техничким гранама, код возила, производних линија, машина, алата, робота, играчака ( ваздушна пушка ) и медицинских инструмената, до производа за домаћинство и најновије, интелигентне одеће. Од великог броја пнеуматских делова конструишу се уређаји за реализацију вишеструких извршних функција, као што су манипулатори, обртни столови, транспортери и сл. Предности пнеуматских делова су једноставност и могућност разноврсне примене, а недостаци немогућност постизања великих сила, веома мале и уједначене брзине, као и пренос сигнала на веће удаљености, што се решава њиховим комбиновањем са другим елементима (на пример, хидраулични, електрични ). У аутоматизацији преовлађују пнеуматски извршни делови који чине 60 до 70% свих примењених делова. Управо због тесне повезаности напредовања производног процеса и развоја аутоматике и пнеуматике, њена примена се стално шири, а развијају се и нови делови. Један од новијих је такозвани флуидни мишић. То је еластична цев ромбоидног облика, ојачана мрежицом од јаких вештачких влакана, која се скраћује и до 25% у односу на притисак ваздуха у цеви и тако делује као мишић . Конструишу се све мањи пнеуматски делови, па се пнеуматски мини делови већ користе на тржишту, а ради се и на развоју микро делова. За пројектовање пнеуматских система развијене су математичке и инжењерске методе, а користе се и компјутерски програми. Сви елементи система, њихов начин рада и везе, приказани су симболима и дијаграмима сличним онима у електротехници. 

## Историја
Прва сазнања о примени компримованог ваздуха стара су хиљадама година, а први такав запис описује катапулт који користи компримовани ваздух грка Ктесибија из Александрије (3. век пре нове ере). Крајем 19. и почетком 20. века пнеуматика почиње да се све значајније користи за погон алата, пре свега ударних (пнеуматски чекићи, длета) и ротационих (бушилице, брусилице и др.). Већина ударних алата има сопствену конструкцију. Ротациони алати користе пнеуматске ламеларне (криласте) моторе, са уграђеним пнеуматским разделницима у кућишту алата. Новија примена пнеуматике је међу алатима за обраду материјала без скидања струготине (пробијање, штанцање, сечење, закивање итд.), где се користи као део помоћних уређаја на пресама, или самосталних уређаја. Затим пнеуматски извршни делови, линеарни и ротациони цилиндри, заједно са управљачким деловима чине пнеуматске системе.

## Поређење са хидрауликом
За разлику од хидраулике, која користи нестишљиве течности као што су вода и уље, пнеуматика користи ваздух, који нема константну запремину . У већини индустријских примена пнеуматике радни притисак је од 500 до 700 кPа, док су у хидраулици уобичајени притисци од 7 до 35 МPа, а изузетно и преко 70 МPа.

### Предности пнеуматике
- Радни медијум је лаган, тако да не оптерећује доводне цеви ;
- Нема потребе за повратном цеви јер се искоришћени ваздух може испустити у околину;
- Ваздух је еластичан, тако да нема опасности од хидрауличних удара који могу оштетити цеви или опрему;
- Компримовани ваздух има потенцијалну енергију која се може користити чак и када компресор не ради;
- Компримовани ваздух је скоро неосетљив на промене температуре и екстремне услове;
- Неосетљив је на зрачење, магнетна и електрична поља ;
- Безбедност - јер није експлозивн или запаљив медијум;
- Када се пусти, не загађује животну средину;
- Неосетљивост елемената на вибрације .

### Предности хидраулике
- Може се користити много већи притисак јер, због нестишљивости медијума, не постоји опасност од експлозије у случају оштећења резервоара или цеви. Захваљујући томе, може се пренети много већа снага .
- Константност запремине медија омогућава прецизну контролу кретања радног механизма.

## Особине пнеуматских система
Особине пнеуматских система су:
- Притисак доводног ваздуха од 1 до 15 bar-а (обично 7 bar-а);
- Радне температуре ваздуха од -10 до 60 ºC (максимално до 200 ºC);
- Оптимална брзина протока ваздуха 40 m/s ;
- Кретање делова: праволинијско (транслација ) и ротационо (ротација);
- Брзина цилиндра од 1 до 2 m/s (максимално око 10 m/s);
- Највећа достижна сила је око 40 кN;
- Највећа снага је око 30 кW;
- Код пнеуматских система, при температурама компримованог ваздуха нижим од -10 ºC, јављају се проблеми са смрзавањем, док се при температурама вишим од 60 ºC јављају проблеми са заптивањем .

## Делови пнеуматског система
Делови пнеуматског система се према њиховој функцији у систему могу поделити на: 
- погонски мотор (електромотор или дизел мотор),
- ваздушни компресор ,
- посуда под притиском или резервоар,
- дистрибуција ваздуха (цевовод),
- припрема ваздуха,
- извршни пнеуматски уређаји,
- контролни делови,
- контролни и сигнални делови,
- помоћни делови.

### Довод и дистрибуција ваздуха
Делови за производњу и дистрибуцију ваздуха имају задатак да обезбеде потрошачима потребне количине компримованог ваздуха одговарајућих параметара (компресор, резервоар или посуда под притиском, цевоводне мреже за дистрибуцију). Група за припрему ваздуха садржи филтер за ваздух, регулатор притиска и понекад зауљивач . Главни вод се поставља са падом од 1-2% у правцу струјања ваздуха, како би се обезбедио одлив кондензоване воде . Главни вод треба да обезбеди уједначен притисак без обзира на потрошњу ваздуха.

#### Компресор ваздуха
Компресор компримованог ваздуха се користи за претварање механичке енергије у енергију компримованог ваздуха, док пнеуматски мотори претварају енергију у супротном смеру. Ваздушни компресори и пнеуматски мотори се битно не разликују, разликују се само у конструкцијским детаљима. Ако се, на пример, пуњење и пражњење цилиндра клипног мотора или компресора врши преко усисних и издувних вентила, мотор мора имати механизам за принудно отварање/затварање вентила (брегасто вратило), док је код компресора могуће аутоматски покренути вентил (користећи притисак ваздуха у самом цилиндру). Често иста машина може да ради као компресор или мотор, у зависности од инсталације или прикључка на систем.

#### Сушење и хлађење компримованог ваздуха
Компримовани ваздух није потпуно чист након изласка из компресора . Садржи непожељне примесе, тако да се не може користити у пнеуматским системима без претходног чишћења. Најчешће примесе у компримованом ваздуху су:
- вода у течном и гасовитом стању,
- уље у облику емулзије, капљица или уљне магле (уље доспева у компримовани ваздух из компресора где подмазује покретне делове),
- чврсте нечистоће, мале атмосферске нечистоће, остаци корозије и хабање покретних делова.

Вода која кондензује из пнеуматске мреже се испушта на унапред одређеним местима за одвод кондензата. Честице уља или уљне емулзије могу се уклонити на истом месту. Чврсте честице се из система се уклањају филтерима који се морају уградити у дистрибутивну мрежу компримованог ваздуха. 
Не сме се дозволити кондензација влаге из ваздуха у пнеуматским управљачким и извршним елементима. Због тога се вишак влаге мора извући, а то се ради на излазу ваздушног компресора. Поступци сушења су: хемијски или апсорпциони, физички или адсорпциони и термички или потхлађени:
- у хемијском процесу ваздух се пропушта кроз слој хигроскопне супстанце (нпр. магнезијум перхлорат, литијум хлорид, калцијум хлорид). У овом слоју се задржава влага, одводи се, сакупља и одваја на дну слоја. Хемикалија се мало по мало троши, па се мора допунити.
- у физичком процесу, ваздух се пропушта кроз дробљени силицијум диоксид (силика гел) или алуминијум оксид. Овај материјал је засићен водом, због чега се апсорбери уграђују у пару. Док један од њих ради, други се регенерише топлим ваздухом.
- термички процес такође смањује превисоку температуру ваздуха на излазу из компресора (хлађење). Ако се жели обезбедити да се вода не кондензује у пнеуматским уређајима током експанзије (смањења температуре), потребно је подхладити ваздух из компресора на температуру од +1,5 ºC (нижа температура би довела до смрзавања воде) . У циљу уштеде енергије, након извлачења кондензоване воде, потхлађени ваздух се користи у измењивачу топлоте (предхладњак) за претходно хлађење ваздуха из компресора. Ово загрева потхлађени ваздух до прихватљиве температуре.

#### Посуда под притиском
Сврха посуде под притиском или резервоара је: смиривање удара притиска клипног компресора (изједначавање притиска), боља координација рада и потрошње компресора, преузимање вршне потрошње и извлачење воде и компресорског уља из компримованог ваздуха. На пример, у прехрамбеној индустрији је неопходан чист ваздух (компресор сувог ваздуха, као што је мембрански или лопатни компресор са тефлонским лопатицама).
Свака посуда под притиском мора имати: прикључак за довод компримованог ваздуха, прикључак за одвод компримованог ваздуха, прикључак регулатора ваздуха, вентил за ограничавање притиска (сигурносни вентил) који се отвара при притиску 10% већем од радног притиска, манометар, славина за одвод кондензата или аутоматски сепаратор кондензата, ревизиони отвор (за чишћење) и запорни вентил (проточни вентил) према мрежи.
Посуде под притиском запремине веће од 10 литара подлежу прописима за посуде под притиском и морају имати сертификат .

#### Дистрибутивна мрежа
Оптимална брзина ваздуха у каналима је од 10 до 40 m/s ; брзине веће од ових изазивају превелике губитке. Пречник цевовода се бира тако да губици притиска не прелазе дозвољену вредност (обично се узима 5% радног притиска или 0,1 bar). Да би се избегао продор кондензата према потрошачима, водови се постављају дијагонално са падом од 1-2%, излази према потрошачима су направљени на горњој страни цеви, на крајевима водова, посуда за одвајање кондензата се увек поставља на најниже место, водове треба топлотно изоловати при проласку кроз загрејане просторе. Водови морају бити доступни за одржавање. Главни водови су направљени од металних цеви (челик, бакар), а све више и од пластичних материјала. По правилу, разводни водови на машинама су направљени од пластике. Заварени шав на челичној цеви је чвршћи од било које спојнице. Потрошачи су повезани помоћу брзо-раставних спојница и преко групе за припрему ваздуха.
Чврсто положен вод компримованог ваздуха мора бити доступан са свих страна, тако да је могуће проверити непропусност цевне мреже. За довод компримованог ваздуха у радионицу или халу, препоручује се уградња прстенастог вода са уграђеним резервоаром. Снабдевање компримованим ваздухом са прстенастом дистрибуцијом је равномерније, а варијације притиска ваздуха су значајно смањене.
За довод компримованог ваздуха у радионицу или халу, препоручује се уградња прстенастог вода са уграђеним резервоаром. Довод ваздуха са прстенастом дистрибуцијом је уједначенији, а варијације притиска су значајно смањене. Мрежа компримованог ваздуха је подељена на делове. Дакле, током одржавања и поправке, читава мрежа не мора да се одзрачи. Величине делова одређују се према прикљученим потрошачима.

#### Одвајач кондензата
Одвајач кондензата се поставља на најнижим тачкама у мрежи цевовода и испред узлазних деоница. Акумулирани кондензат се мора редовно одводити пре него што се посуда за кондензат напуни преко означене границе. Често се користе аутоматски одвајачи кондензата. У филтерима који су постављени испред извршних пнеуматских елемената, заједно са осталим нечистоћама, долази до издвајања кондензата. Уређај за аутоматско одвајање кондензата се често поставља на дну филтерске чаше.
Акумулирани кондензат подиже пловак, који отвара пролаз за компримовани ваздух, који, делујући на мембрану, отвара вентил за испуштање кондензата. Отпуштањем кондензата пловак се спушта и затвара довод ваздуха, а простор изнад мембране се преко пригушнице растерећује у атмосферу . Затим опруга затвара вентил за одвод кондензата.

### Припрема ваздуха
Делови за припрему ваздуха врше припрему ваздуха (кондиционирање), што укључује чишћење, подмазивање и регулацију притиска (филтер, мазива, регулатор притиска). Пре уласка у пнеуматске уређаје, компримовани ваздух се мора припремити, односно извршити: пречишћавање ваздуха, подмазивање ваздуха и регулација ваздушног притиска. Јединица за припрему ваздуха састоји се од финог ваздушног филтера, регулатора притиска и зауљивача. Филтер и регулатор притиска се често испоручују као један пнеуматски део.

#### Филтер ваздуха
Пре уласка у пнеуматске уређаје потребно је елиминисати нечистоће (вода као течност и пара, компресорско уље, прашина, производи корозије). Компресорско уље је изложено релативно високим температурама у компресору и није погодно за подмазивање пнеуматских уређаја.
На улазу компресора је уграђен груби филтер ваздуха, а на његовом излазу фини. Улазни (груби) филтер је направљен тако да има најмањи (минимални) отпор протока, како би се обезбедило добро усисавање у компресор.
Фини филтер је уређај који користи неколико ефеката за чишћење компримованог ваздуха. Ваздух се усмерава тангенцијално на зидове сабирне посуде. Због центрифугалне силе, веће честице прљавштине, као и кондензат, отичу се низ зид посуде. Крила на улазу стварају вртлог ваздуха (циклонско одвајање). Променом смера струјања услед инерционих сила (инерција), веће честице и кондензата падају на штитник звона, а одатле и на доњи део сабирне посуде. Користећи уложак филтера, одвајају се најситније честице које су још увек у струји ваздуха. Филтерски уложак је направљен од синтетизоване бронзе или месинга (понекад од порозне керамике или филца - пуста) и има облик звона или скраћене пирамиде. Тело филтера је од легуре алуминијума или бронзе, а дренажна посуда (чаша) је од поликарбоната (провидан је), тако да се може контролисати садржај нечистоћа.

#### Регулатор притиска
Регулатор притиска обезбеђује стабилан жељени (подешени) радни притисак . С једне стране, неутралише осцилације притиска услед променљиве потрошње ваздуха (поремећај на излазној страни регулатора). С друге стране, у њему се притисак из главног вода (обично 8 - 10 bar-a) смањује на потребну вредност радног притиска (обично 5 - 6 bar-a).
Притисак на излазу регулатора се подешава помоћу завртња који мења силу у опрузи . Под дејством опруге, вентил се отвара и дозвољава да ваздух струји ка излазу регулатора, повећавајући излазни притисак. Када притисак на излазу порасте, делује на дијафрагму тако да се вентил затвара и смањује проток, што смањује излазни притисак. Приликом значајног повећања излазног притиска, мембрана се све више савија, тако да се вентил прво потпуно затвара и зауставља проток, а даља деформација отвара пролаз ваздуха кроз мембрану од излаза регулатора у атмосферу. Као резултат, постиже се константан ниво ваздушног притиска на излазу регулатора.

#### Зауљивач
Зауљивач има улогу да распрши уље у  виду фине магле у струји ваздуха. За убризгавање уља користи се принцип ејектора, стварајући подпритисак (Вентуријева цев) којим се уље диже кроз цев. Потребна је посебна конструкција да би се постигла фина магла (мала кап). Главни ток ваздуха пролази кроз ејектор, стварајући подпритисак који подиже уље. Завртањ се подешава тако да уље полако капље у горњу комору (D). Слабија струја (b) пролази кроз мањи ејектор у простор C, распршујући и носећи уље. Ова струја улази у простор чаше (B) наглим окретом, па веће капи падају назад у шољу. Главни избацивач (Е) обезбеђује благи подпритисак у чаши (B) црпећи из ње зауљен ваздух. Најслабија струја (c), крећући се ка области нижег притиска (B), узгоном подиже уље у резервну (горњу) чашу. Резервна чаша обезбеђује константан ниво уља које се усисава у комору D, без обзира на укупну количину уља у зауљивачу. Такође је немогуће да талог уђе у резервну чашу. Често се користе и филтери за уље . Остаци уља не смеју да уђу у припремљени ваздух (пречистач). Пнеуматски уређаји су фабрички подмазани (90% издржљивости у раду без подмазивања ваздуха). Ако се једном покрене ваздушно подмазивање, фабричко подмазивање се оштећује, тако да се подмазивање више не сме прекидати. Зауљивање ваздуха је неопходно за моторе великих пречника или великих радних брзина.
Обични зауљивачи нису погодни за подмазивање пнеуматских система јер је потребна мешавина најфинијих честица уљне магле распршене у компримованом ваздуху. Такву фину уљну маглу обезбеђују микро-уље. Регулација пада уља се врши преко регулационог завртња, а посматрање се врши преко контролног поклопца. Зауљивач се обавезно уграђује заједно са одговарајућим филтером. За зауљивање се користе ретка минерална уља вискозитета од 10 до 50 mm 2 /s на 20 ˚C, отпорна на корозију и оксидацију.

### Извршни пнеуматски уређаји
Извршни пнеуматски уређаји (погонски елементи или актуатори) претварају енергију компримованог ваздуха у механички рад . Према начину кретања могу се поделити на:
- пнеуматски уређаји са ограниченим (осцилујућим) кретањем:

- транслаторни ( пнеуматски цилиндр ),
- ротациони (ротирајући пнеуматски цилиндри, степенасти пнеуматски мотори),

- пнеуматски мотори (ротациони, са континуираним кретањем).

#### Пнеуматски цилиндар
У пнеуматским системима, пнеуматски цилиндар је најчешћи покретачки елемент. У принципу, кретање цилиндра је линеарно (транслационо), само код ротационих цилиндара је ротационо (ротационо).

#### Пнеуматски мотор
Пнеуматски мотор је ротациони извршни уређај који остварује континуирано кружно кретање вратила. У поређењу са компресорима, код мотора се врши супротна конверзија енергије (претварање енергије притиска ваздуха у механички рад). Конструкција мотора и компресора је слична, а понекад иста, тада се иста машина може користити као мотор и компресор. Код неких конструкција мотора смер ротације је произвољан, а промена смера се постиже променом прикључка за компримовани ваздух. Машине са пнеуматским погоном укључују:
- клипни пнеуматски мотори (аксијални и радијални),
- ламеларни пнеуматски мотори,
- зупчасти пнеуматски мотори,
- вијчани пнеуматски мотори,
- ваздушне турбине,
- корачни пнеуматски мотори.

#### Пнеумо-хидраулични уређај
Код пнеумо-хидрауличких уређаја врши се промена радног медијума, преноси се снага са ваздуха на хидраулично уље које се користи за обављање рада. Употреба хидрауличког уља омогућава постизање малих и уједначених брзина кретања и/или великих сила. Основне групе пнеумо-хидрауличких елемената су: претварач притисног медијума, уљни кочиони цилиндар и појачивач притиска.

### Контролни делови
Управљачки делови (вентили) контролишу проток енергије и информација (сигнала). Управљање може бити потпуно пнеуматско, а најчешће се изводи у комбинацији са другим медијима и елементима (електрично). Контролно-сигнални делови имају задатак да дају информације о стању система (сензори, индикатори).
Пнеуматски вентили су контролни елементи који служе за регулацију и усмеравање радног медија (компримованог ваздуха). Могуће функције вентила укључују: пропуштање, заустављање и промену правца медијума; регулација протока и притиска. У пнеуматској контроли, вентили преносе енергију и/или информације. Пнеуматски вентили могу бити разводници, запорни вентили, притисни вентили, проточни вентили, комбиновани вентили, затварачи цеви.

#### Пнеуматски разводник
Пнеуматски разводник усмерава проток радног медија (компримовани ваздух) пропуштањем, затварањем, променом смера струјања. Разводници се разликују по следећим карактеристикама: тип, величина, начин активирања, трајање сигнала, конструкција. Тип разводника је одређен бројем прикључака и позицијама развода (поља у симболу). Ознака типа разводника се ставља испред назива, на пример, "3/2 разводник" означава разводник са 3 прикључка и два разводна положаја. Величина разводника је описана величином прикључка, односно номиналним пречником, који се бира према протоку медијума. Активација може бити директна или индиректна (директни и индиректни разводници). Могући начини (директног) активирања разводника су: физички (ручни), механички, притисни, електрични или комбиновани.

#### Запорни вентил
Запорни вентил не дозвољава проток у једном правцу (затварају се) и пропуштају у супротном смеру (као диода ). Повећање притиска на излазној страни подржава функцију затварања. Запорни вентили се деле на: неповратне, условно запорне (логичко И), наизменично запорне (логичко ИЛИ) и брзоиспусне.

#### Неповратни вентил
Неповратни вентили потпуно затварају ток у једном смеру, а пропуштају медијум у супротном смеру, уз минималан могући пад притиска (мали отпор). Овај пад притиска је критеријум квалитета вентила. Затварање се постиже помоћу запорних елемената: плоча (тањир), конус, лопта . Неповратни вентили се често комбинују са пригушним вентилима .

#### Притисни вентили
Притисни вентили служе за регулацију притиска радног флуида, као и за низ других функција на основу нивоа притиска. Притисни вентили се деле на: регулаторе притиска, сигурносне вентиле и проточне притисне вентиле.

#### Сигурносни вентил
Сигурносни вентили (вентили за ограничавање притиска) обезбеђују да притисак у доводном воду не пређе задату вредност. Ако притисак у доводном воду порасте изнад задате вредности, довод се повезује са вентилом све док притисак не падне испод подешене вредности.

#### Проточни вентил
Проточни вентил делује на проток радног флуида, а посредно и на друге величине које зависе од протока, односно брзине флуида. Користе се две врсте проточних вентила: пригушни (пригушење у оба смера) и једносмерно-пригушни (пригушење у једном смеру).

#### Комбиновани вентил
Комбиновани вентил се реализује склапањем елемената (вентила) из више наведених група вентила. Примери комбинованих вентила су: временски члан (обезбеђује кашњење сигнала), разводник са минималним притиском за активирање (проточни вентил + 3/2 разводник), давач такта, пнеуматска меморија, елементи ланца такта.

#### Цевни затварачи
Цевни затварачи су вентили и славине чија је сврха да потпуно, статички затворе цевовод, на пример при гашењу дела система, током операција одржавања, ремонта итд.

#### Помоћни елементи
Помоћни делови испуњавају различите додатне функције. Помоћни елементи су спојне и монтажне плоче, пригушивачи буке (од порозних материјала), вакуум уређаји за пријем, индикатори, бројачи, претварачи сигнала, пнеуматски појачавачи, пнеуматски бесконтактни сензори.

## Физичке основе пнеуматског система

### Термодинамичке основе
Нормално стање гаса је стање при стандардној температури t = 0 ºC и апсолутном притиску p = 1,01325 bar (стандардни атмосферски притисак ). У нормалним условима, сув ваздух има следећа својства:
- R = 287,1 Ј/kgК гасна константа ,
- к = 1,4 експонент изентропе,
- c v = 722 Ј/kgК специфични топлотни капацитет ваздуха (при константној запремини ),
- ц p = 1011 Ј/kgК специфични топлотни капацитет ваздуха (при константном притиску),
- ρ = 1,293 kg/m 3 густине ,
- μ = 17,5 ± 10-6 kg/ms динамичког вискозитета .

### Апсолутни и манометарски притисак
Апсолутни притисак p је нормални напон коме су гасови и течности изложени услед механичког дејства честица ових медијума (судар молекула). Све чврсте површине уроњене у течност су подвргнуте овом напрезању. 
Атмосферски притисак или барометарски притисак је апсолутни притисак околног атмосферског ваздуха, који зависи од геодетске висине и метеоролошких услова.
Манометријски притисак p М добија се тако што се од вредности апсолутног притиска p у неком флуиду одузме вредност атмосферског притиска, па важи следеће:
{\displaystyle p_{M}=p-p_{a}}
или очитавањем одговарајућег манометра . Манометар је инструмент за мерење притиска који у суштини мери разлику притиска између два флуида: у овом случају између измереног флуида и околног атмосферског ваздуха).
У случају p > p а добија се позитивна вредност притиска манометра ( p М > 0), која се тада назива надпритисак . Ако је p < p а, притисак манометра поприма негативну вредност ( p М < 0) и тада се назива подпритиском . Апсолутна вредност негативног притиска назива се вакуум p В ( p В = - p М > 0) и често се изражава у процентима атмосферског притиска ( p В% = -p М / p а •100%).
Посебно треба истаћи да је у пнеуматици и хидраулици уобичајено да се за надпритисак користи назив притисак и ознака p . Због тога је увек потребна одређена доза опреза када се рачуна са притиском. У термодинамичким односима апсолутни притисак се јавља скоро искључиво. Приликом одређивања силе притиска на површину релевантна је разлика притиска на обе стране те површине. Због тога се може користити надпритисак, а погодније је ако атмосферски притисак делује на једној страни површине. У Бернулијевој једначини, притисак се појављује са обе стране једначине, тако да једначина важи у истом облику и за апсолутни притисак и за надпритисак.